# Scott Redding
Scott Redding (ur. 4 stycznia 1993 w Gloucester) – brytyjski motocyklista uczestniczący w motocyklowych mistrzostwach świata. W wieku 8 lat, gdy wystartował w serii "Mini Motors". W 2005 wygrał serię "Calypso Cup" wygrywając wszystkie sześć wyścigów. W  mistrzostwach świata zadebiutował podczas nocnego wyścigu o Grand Prix Kataru 9 marca 2008 roku. Dzięki zwycięstwu w swoim domowym wyścigu stał się najmłodszym zawodnikiem w historii, który wygrał konkurs w mistrzostwach świata mając zaledwie 15 lat i 170 dni.

## Kariera
W debiutanckim starcie zajął piątą pozycję, tracąc do zwycięzcy Hiszpana Sergio Gadea 1,819 sekundy. Trzy tygodnie później w Hiszpanii był siódmy tracąc jednak już ponad 22 sekundy do zwycięzcy. W drugim konkursie na Półwyspie Iberyjskim w Portugalii nie zdobył już punktów, będąc 21. W Chinach wyścigu nie ukończył tak samo jak we Francji. Podczas zawodów we Włoszech był 14. Tydzień później podczas Grand Prix Katalonii jechał zdecydowanie lepiej, zajmując 6. miejsce. 22 czerwca rozegrany został jego domowy wyścig. Faworytem gospodarzy był Bradley Smith, jednak nieoczekiwanie to Scott wygrał wyścig, będąc zarazem najmłodszym zawodnikiem w historii, który tego dokonał. W przerwanym wyścigu w Holandii Scott wypadł z trasy podczas pierwszego wyścigu co wyeliminowało go z jazdy w ponownym starcie. W kolejnym starcie w Niemczech Redding zajął ósme miejsce. Po ponad miesięcznej przerwie wakacyjnej zawodnicy 125 wrócili do rywalizacji. W tym gronie był Scott, który w [Grand Prix Czech zajął jedenaste miejsce. Kolejny wyścig o Grand Prix San Marino dobrze zapowiadał się dla Brytyjczyka. W kwalifikacjach Scott usadowił się w pierwszej linii startowej, zajmując czwarte miejsce, jednak podczas wyścigu na drugim okrążeniu wyjechał poza tor i już nie wrócił do rywalizacji, sezon zakończył na 11 pozycji z dorobkiem 105 punktów.
Redding, ze względu na swoje gabaryty, przemęczył się jeszcze jeden sezon w kategorii 125cm3, udało mu się znowu zaliczyć podium, tym razem 3. miejsce. Nareszcie przyszedł czas Moto2, tutaj Scott mógł choć trochę zniwelować różnicę masy i lepiej zaprezentować swój nad przeciętny talent. Cały swój 4-letni pobyt w tej kategorii spędził z zespołem Marc VDS Racing Team, a zwieńczył go zdobyciem wicemistrzostwa, zanim jednak do tego doszło, musiał pomału zbierać doświadczenie.
Rozpoczął od 8 pozycji w 2010 i 102 punktów, jedno trzecie miejsce w Indianapolis i jedno drugie w Australii były oznaką wielkiego potencjału drzemiącego w młodym Brytyjczyku. Sezon ten miał też swoje ciemne strony, podczas Grand Prix San Marino, Redding uczestniczył w wypadku, w którym zmarł Shōya Tomizawa, Scottowi założono dziesięć szwów na plecach, jednakże uniknął on poważniejszych urazów. 29 września 2010 przedłużył swoją umowę z Marc VDS do końca 2012.
Mimo narastających spekulacji, jakoby Brytyjczyk miał przejść już w 2013 do MotoGP, Redding pozostał w Moto2, co okazało się dobrym wyborem. Zdobył swoje pierwsze pole position w Moto2 podczas Grand Prix Ameryk, łącznie skompletował 3 zwycięstwa, pozostając bardzo regularnym przez cały rok. Błąd w Australii i kontuzja nadgarstka pozbawiły go szans walki o mistrzostwo świata, Redding musiał uznać wyższość swojego największego rywala, Pola Espargaro, z którym niejednokrotnie wchodził w różnego rodzaju utarczki słowne poza torem, na nim natomiast walcząc bark w bark.
Od 2014 roku zaczął ściganie w królewskiej klasie, jednakże notował starty poniżej swoich oczekiwań (głównie poniżej dziesiątego miejsca, ale tylko raz nie dojechał do mety) i jego debiut w MotoGP zakończył się na 12. miejscu. Na sezon 2015 Brytyjczyk przeniósł się do Estrella Galicia 0,0 Marc VDS, w którym dosiadał Hondy RC213V. Brytyjczyk raz stanął na podium w Grand Prix San Marino, ale zajął 13. miejsce w klasyfikacji generalnej.

## Statystyki

### Sezony
| Sezon | Klasa  | Motocykl                | Wyścig | Wygrane | Podia | PP | Nr | Pkt   | Poz |
| ----- | ------ | ----------------------- | ------ | ------- | ----- | -- | -- | ----- | --- |
| 2008  | 125cc  | Aprilia RS125           | 17     | 1       | 1     | 0  | 2  | 105   | 11  |
| 2009  | 125cc  | Aprilia RSA125          | 16     | 0       | 1     | 0  | 0  | 50,5  | 15  |
| 2010  | Moto2  | Suter MMX               | 17     | 0       | 2     | 0  | 1  | 102   | 8   |
| 2011  | Moto2  | Suter MMXI              | 17     | 0       | 0     | 0  | 0  | 63    | 15  |
| 2012  | Moto2  | Kalex Moto2             | 17     | 0       | 5     | 0  | 0  | 165   | 5   |
| 2013  | Moto2  | Kalex Moto2             | 16     | 3       | 7     | 3  | 1  | 225   | 2   |
| 2014  | MotoGP | Honda RCV1000R          | 18     | 0       | 0     | 0  | 0  | 81    | 12  |
| 2015  | MotoGP | Honda RC213V            | 18     | 0       | 1     | 0  | 0  | 84    | 13  |
| 2016  | MotoGP | Ducati Desmosedici GP15 | 5      | 0       | 0     | 0  | 0  | 16*   | 15* |
| Razem |        |                         | 141    | 4       | 17    | 3  | 4  | 891,5 |     |

* – sezon w trakcie

### Klasy wyścigowe
| Klasa  | Sezon     | Pierwszy wyścig | Pierwsze podium      | Pierwsza wygrana     | Wyścig | Zwycięstwa | Podium | PP | Najsz. okr. | Pkt.  | WCh. |
| ------ | --------- | --------------- | -------------------- | -------------------- | ------ | ---------- | ------ | -- | ----------- | ----- | ---- |
| 125 cc | 2008–2009 | Katar 2008      | Wielka Brytania 2008 | Wielka Brytania 2008 | 33     | 1          | 2      | 0  | 2           | 155,5 | 0    |
| Moto2  | 2010–2013 | Katar 2010      | Indianapolis 2010    | Francja 2013         | 67     | 3          | 14     | 3  | 2           | 555   | 0    |
| MotoGP | 2014–     | Katar 2014      |                      |                      | 41     | 0          | 1      | 0  | 0           | 181   | 0    |
| Razem  | 2008 –    |                 |                      |                      | 141    | 4          | 17     | 3  | 4           | 891,5 |      |

### Starty
| Sezon | Klasa   | Motocykl | 1      | 2      | 3      | 4      | 5      | 6      | 7      | 8      | 9      | 10     | 11     | 12     | 13     | 14     | 15      | 16     | 17     | 18     | Poz. | Pkt. |
| ----- | ------- | -------- | ------ | ------ | ------ | ------ | ------ | ------ | ------ | ------ | ------ | ------ | ------ | ------ | ------ | ------ | ------- | ------ | ------ | ------ | ---- | ---- |
| 2008  | 125 cm³ | Derbi    | QAT 5  | ESP 7  | POR 21 | CHN NU | FRA NU | ITA 14 | KAT 6  | GBR 1  | HOL NU | GER 8  | CZE 11 | SMR NU | IND -  | JPN -  | AUS -   | MAL -  | WAL -  |        | 11   | 105  |
| 2009  | 125cc   | Aprilia  | QAT 13 | JPN NU | SPA 4  | FRA NU | ITA 7  | CAT 11 | NED NU | GER NU | GBR 3  | CZE 15 | IND NU | RSM NU | POR 16 | AUS 11 | MAL NU  | VAL NU |        |        | 15   | 50.5 |
| 2010  | Moto2   | Suter    | QAT 23 | SPA 16 | FRA 11 | ITA 21 | GBR 4  | NED 11 | CAT NU | GER NU | CZE 22 | IND 3  | RSM NU | ARA 8  | JPN 5  | MAL NU | AUS 2   | POR 4  | VAL 5  |        | 8    | 102  |
| 2011  | Moto2   | Suter    | QAT 31 | SPA 23 | POR 25 | FRA 16 | CAT 11 | GBR 5  | NED 24 | ITA 27 | GER 7  | CZE 26 | IND 5  | RSM 5  | ARA 15 | JPN 20 | AUS 7   | MAL 10 | VAL 30 |        | 15   | 63   |
| 2012  | Moto2   | Kalex    | QAT 6  | SPA 4  | POR 11 | FRA 3  | CAT 10 | GBR 2  | NED 3  | GER NU | ITA 6  | IND 6  | CZE NU | RSM 7  | ARA 3  | JPN 4  | MAL 11  | AUS 3  | VAL 22 |        | 5    | 165  |
| 2013  | Moto2   | Kalex    | QAT 2  | AME 5  | SPA 2  | FRA 1  | ITA 1  | CAT 4  | NED 2  | GER 7  | IND 3  | CZE 8  | GBR 1  | RSM 6  | ARA 4  | MAL 7  | AUS DNS | JPN NU | VAL 15 |        | 2    | 225  |
| 2014  | MotoGP  | Honda    | QAT 7  | AME NU | ARG 14 | SPA 13 | FRA 12 | ITA 13 | CAT 12 | NED 12 | GER 11 | IND 9  | CZE 11 | GBR 10 | RSM 13 | ARA 10 | JPN 16  | AUS 7  | MAL 10 | VAL 10 | 12   | 81   |
| 2015  | MotoGP  | Honda    | QAT 13 | AME NU | ARG 9  | SPA 13 | FRA NU | ITA 11 | CAT 7  | NED 13 | GER NU | IND 13 | CZE 12 | GBR 6  | RSM 3  | ARA 12 | JPN 10  | AUS 11 | MAL 11 | VAL 15 | 13   | 84   |
| 2016  | MotoGP  | Ducati   | QAT 10 | ARG NU | AME 6  | ESP 19 | FRA NU | ITA    | CAT    | NED    | GER    | AUT    | CZE    | GBR    | SMR    | ARA    | JPN     | MAL    | AUS    | VAL    | 15*  | 16*  |

* – sezon w trakcie